# 解烃菌属
解烃菌属（学名：Hydrocarboniclastica）是交替单胞菌科的一属。

## 下属物种
本属包括以下物种：
- Hydrocarboniclastica marina [1]